# Сурвајвор: Борнео
Сурвајвор: Борнео је прва сезона америчког ријалити-шоуа Сурвајвор. Снимање ове сезоне је почело 13. марта 2000. године, а завршило се 20. априла 2000. године. Касније је и емитована исте године на ТВ каналу CBS. Шоу је био смештен у Јужном кинеском мору, на северним обалама Борнеа, Малезија.
Ричард Хеч је победио и освојио милионску награду у доларима и титулу `Једини преживели`, са једним гласом више од другопласиране Кели Виглсворт.

## Такмичари
У сезони је учествовало 16 такмичара који су били подељени у два племена — наранџасто племе Таги и жуто племе Пагонг. Након изгласавања 6 такмичара, преосталих 10 се ујединило у племе Ратана. Почевши од другог изгласавања у уједињеном племену сваки изгласани такмичар је постајао члан Великог већа, што је на крају довело до броја од 7 чланова Великог већа. Последња два такмичара која су остала у сезони су постали финалисти.
| Такмичар                                       | Првобитно племе | Уједињено племе | Крај                                       | Укупно гласова |
| ---------------------------------------------- | --------------- | --------------- | ------------------------------------------ | -------------- |
| Соња Кристофер 63, Волнат Крик (Калифорнија)   | Таги            |                 | 1. изгласана 3. дан                        | 4              |
| Би-Би Андерсен 64, Мишон Хилс (Канзас)         | Пагонг          |                 | 2. изгласан 6. дан                         | 6              |
| Стејси Стилман 27, Сан Франциско (Калифорнија) | Таги            |                 | 3. изгласана 9. дан                        | 6              |
| Рамона Греј 29, Едисон (Њу Џерзи)              | Пагонг          |                 | 4. изгласана 12. дан                       | 6              |
| Дерк Бин 23, Спринг Грин (Висконсин)           | Таги            |                 | 5. изгласан 15. дан                        | 4              |
| Џоул Клаг 27, Шервуд (Арканзас)                | Пагонг          |                 | 6. изгласан 18. дан                        | 4              |
| Гречен Корди 38, Кларксвил (Тенеси)            | Пагонг          | Ратана          | 7. изгласана 21. дан                       | 4              |
| Грег Бјуис 24, Голд Хил (Колорадо)             | Пагонг          | Ратана          | 8. изгласан 1. члан Великог већа 24. дан   | 6              |
| Џена Луис 22, Френклин (Њу Хемпшир)            | Пагонг          | Ратана          | 9. изгласана 2. члан Великог већа 27. дан  | 11             |
| Џерваз Питерсон 30, Вилингборо (Њу Џерзи)      | Пагонг          | Ратана          | 10. изгласан 3. члан Великог већа 30. дан  | 6              |
| Колин Хаскел 23, Мајами Бич (Флорида)          | Пагонг          | Ратана          | 11. изгласана 4. члан Великог већа 33. дан | 7              |
| Шон Кениф 30, Бруклин (Њујорк)                 | Таги            | Ратана          | 12. изгласан 5. члан Великог већа 36. дан  | 9              |
| Сузан „Су“ Хок 38, Палмира (Висконсин)         | Таги            | Ратана          | 13. изгласана 6. члан Великог већа 37. дан | 5              |
| Руди Боуш 72, Вирџинија Бич (Вирџинија)        | Таги            | Ратана          | 14. изгласан 7. члан Великог већа 38. дан  | 8              |
| Кели Виглсворт 22, Лас Вегас (Невада)          | Таги            | Ратана          | Друго место                                | 0              |
| Ричард Хеч 39, Мидлтаун (Роуд Ајленд)          | Таги            | Ратана          | Победник                                   | 6              |